# Provincia di Kampong Speu
La provincia di Kampong Speu è una provincia della Cambogia con capoluogo l'omonima città di Kampong Speu.

## Geografia antropica

### Suddivisioni amministrative
La provincia è divisa in 8 distretti:
- 0501 Basedth (បាសិត)
- 0502 Chbar Mon (ច្បារមន)
- 0503 Kong Pisei (គងពិសី)
- 0504 Aoral (ឱរ៉ាល់)
- 0505 Odongk (ឧដុង)
- 0506 Phnom Sruoch (ភ្នំស្រួច)
- 0507 Samraong Tong (សំរោងទង)
- 0508 Thpong (ថ្ពង)